# 雷娜特·克勒斯纳
雷娜特·克勒斯纳（德語：Renate Krößner，1945年5月17日—2020年5月25日），女，德国演员。曾获得柏林国际电影节最佳女演员银熊奖。